# Госсау (Цюрих)
Госсау (нім. Gossau ZH) — місто  в Швейцарії в кантоні Цюрих, округ Гінвіль.

## Географія
Місто розташоване на відстані близько 110 км на схід від Берна, 18 км на південний схід від Цюриха.
Госсау має площу 18,3 км², з яких на 18,9% дозволяється будівництво (житлове та будівництво доріг), 66,4% використовуються в сільськогосподарських цілях, 14,2% зайнято лісами, 0,5% не є продуктивними (річки, льодовики або гори).

## Демографія
2019 року в місті мешкало 10 280 осіб (+7,5% порівняно з 2010 роком), іноземців було 14,6%. Густота населення становила 563 осіб/км².
За віковим діапазоном населення розподілялося таким чином: 21,1% — особи молодші 20 років, 59,7% — особи у віці 20—64 років, 19,1% — особи у віці 65 років та старші. Було 4338 помешкань (у середньому 2,3 особи в помешканні).
Із загальної кількості 2675 працюючих 148 було зайнятих в первинному секторі, 937 — в обробній промисловості, 1590 — в галузі послуг.